# Cañón solar

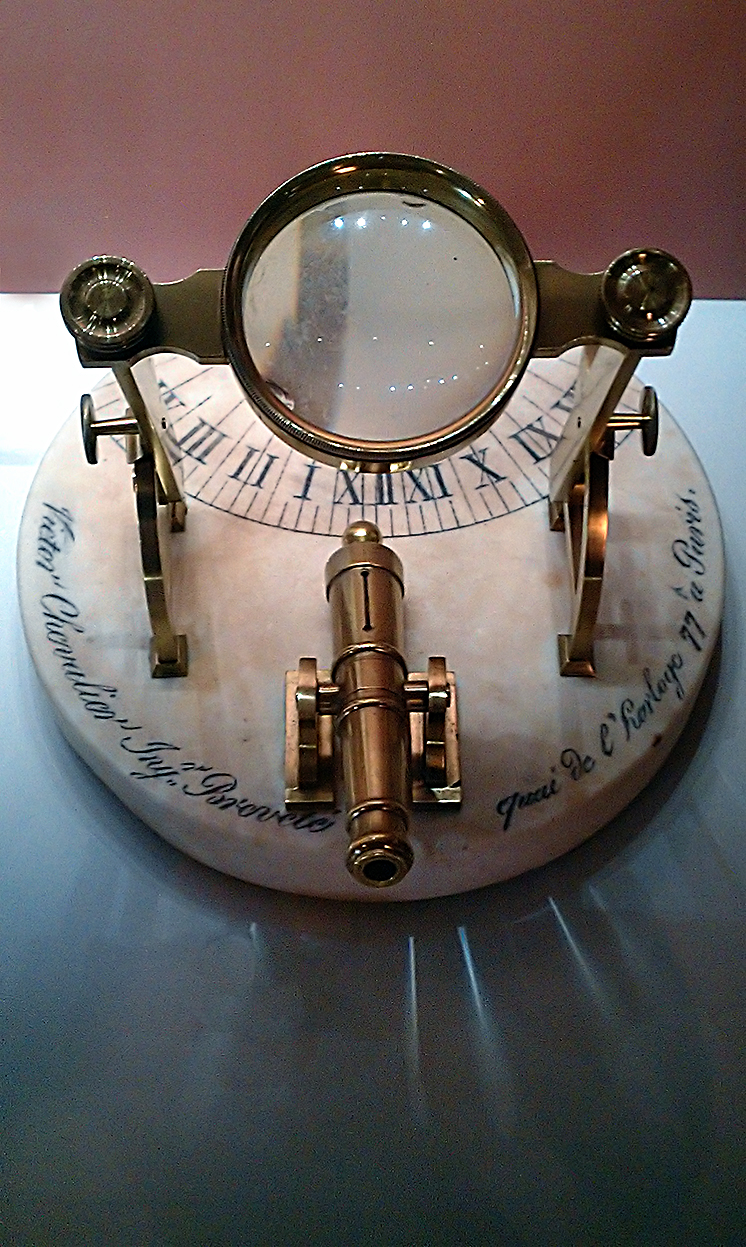
Un cañón solar fabricado por Victor Chevalier de París ca. 1800. La marca de ignición se encuentra en la misma dirección que el eje norte-sur en el dial solar

Un cañón solar o cañón de reloj solar, es un dispositivo que consiste en el dial de un reloj de sol al que se le ha adosado un cañón con una mecha que es encendida mediante una lente adjunta que concentra los rayos del sol, y hace que el cañón se dispare al mediodía, justo cuando el sol se encuentra exactamente orientado sobre el eje norte-sur. El porte del cañón puede ser grande o pequeño dependiendo del sitio en el cual se encuentre instalado. La versión para hogares era utilizada en casas grandes para indicar la hora del almuerzo. Versiones más grandes se utilizaron en parques europeos para indicar el mediodía.
El cañón fue utilizado por la realeza europea en el siglo XVIII. Se exhiben cañones de este tipo en el Museo Nacional Marítimo en Greenwich. La Hamilton Watch Company posee un cañón de sol fabricado por Rousseau de París ca. 1650. El cañón Rousseau construido en bronce está montado en un reloj de sol de mármol. El Sultán de Marruecos posee uno fabricado por Baker & Sons de Londres.

## Historia
Los cañones de sol más antiguos fueron usado hacia el 1600 en Europa. Su uso estuvo en boga en los parques europeos durante el siglo XVIII y comienzos del siglo XIX. La combinación de cañón y lente estaba montada sobre un reloj de sol. Además se usaron cañones de sol a bordo de los barcos para señalar el mediodía. Versiones miniaturizadas de los cañones fueron comercializadas en 1979 por Dixie Gun Works.

## Benjamin Franklin
Benjamin Franklin escribió las siguientes notas sobre los cañones en Poor Richard's Almanack: 

Como construir un reloj con cañón solar, mediante el cual no solo la familia del dueño de casa, sino todos los vecinos en 15 km a la redonda, se enteren que hora es, sin necesidad de ver el dial del reloj. [...]   Es de destacar que el único gasto recurrente es la pólvora, porque una vez que se ha comprado el cañón, si se lo cuida durara 100 años. No solo ello, los días nublados se podrá ahorrar pólvora.